# Yu Dafu
Yu Dafu (förenklad kinesiska: 郁达夫; traditionell kinesiska: 郁達夫; pinyin: Yù Dáfū; Wade-Giles: Yu Ta-fu), född 7 december 1896 i Fuyang, Hangzhou, Zhejiang, död (troligtvis avrättad) den 17 september 1945 på Sumatra, var en kinesisk novellförfattare och poet.

## Biografi
Yu Dafus far dog när han var tre år och lämnade familjen fattig och nödlidande. Yu Dafu fick ett antal stipendier genom den kinesiska regeringen och fortsatte med en traditionell kinesisk utbildning i Hangzhou. 
1912 kom han till Hangchowuniversitet (senare sammanslaget med  Zhejianguniversitetet). Han var där bara en kort period innan han blev relegerad för att ha deltagit i en studentstrejk.  
Därefter flyttade han till Japan, där han studerade ekonomi på Tokyos universitet mellan 1913 och 1922. Där träffade han andra kinesiska intellektuella, bland andra Guo Moruo, Zhang Ziping och Tian Han. Tillsammans grundade de 1921 det litterära sällskapet Skapelseförbundet (kinesiska: 創造社?, pinyin: Chuàngzào shè), för att främja modern kinesisk litteratur. Ett av Yu Dafus tidiga och mest berömda verk Chenlun (沉淪) publicerades  i Japan 1921. Verket fick en enorm popularitet i Kina och chockerade den kinesiska litterära världen med sina frispråkiga skildringar av sex, liksom med sina klagomål mot den kinesiska regeringens inkompetens.
1922 återvände han till Kina som en litterär celebritet och arbetade som redaktör för olika tidskrifter och skrev noveller. Efter att ha drabbats av tuberkulos 1923 riktade Yu Dafu sin uppmärksamhet mot folkets välstånd.
1927 arbetade han som redaktör för den litterära tidskriften Hongshui. Han kom i strid med Kinas kommunistiska parti och flydde tillbaka till Japan.

### Andra kinesisk-japanska kriget
Efter utbrottet av det andra kinesisk-japanska kriget återvände han till Kina och arbetade som författare av antijapansk propaganda i Hangzhou och senare i Zhejiang. Mellan 1938 och 1942 arbetade han som en litterär redaktör för tidskriften Sin Chew Jit Poh i Singapore.
När den Kejserliga japanska armén invaderade Singapore 1942 tvingades han fly till Sumatra. Känd under en annan identitet bosatte han sig där bland andra kinesiska emigranter och startade ett bryggeriföretag med hjälp av lokalbefolkningen. Senare tvingades han hjälpa den japanska militärpolisen som tolk när det upptäcktes att han var en av få i området som kunde tala japanska.
1945 arresterades han av Kempeitai när hans sanna identitet upptäcktes. Han tros ha avrättats av japanerna strax därefter.